# Dioxyde
Dioxyde — испанская Electro-industrial группа, сформированная в конце 1990-х годов Марко Кальвом в Мадриде. Музыка издавалась лейблом Noise Terror Production и сублейблом Dependent, с которым Dioxyde заключила контракт.

## История
В конце 1990-х годов Марко Кальво встретил Карлоса Руйца в одном из клубов Мадрида и предоставил 3 записанных песни под именем Dioxyde, чтобы получить его мнение насчёт мастерства Марко. Карлос был очень впечатлен и немного погодя вступил в ряды участников, помогая в записи и выступлениях за клавишами.
В 2000 году Йохан ван Рой (Suicide Commando) познакомился с молодой группой, отправив её участникам в срочном порядке приглашение занять место в сборнике «deCODEr», который выпускался на ленте/cd.
В 2002 году Dioxyde заключила контракт с немецким лейблом Dying Culture, выпустившим дебютный альбом Dioxyde — Torschlüsspanik. Он был встречен критиками на ура и очень быстро весь тираж был полностью выкуплен. Карлос решился покинуть группу в конце 2003 года, но тут же был заменен Джорджем Бабьяно (Коком). 2004 год начался с распада Dying Culture, что вынудило Марко искать нового издателя грядущему альбому, но ужасная мотоавария и несколько последующих месяцев в госпитале вынудили его отложить участие в проекте. За несколько месяцев до инцидента Dioxyde успела выступить на крупнейшем готическом фестивале Германии — Wave-Gotik-Treffen. Выздоровление долго не наступало, и даже на момент выхода альбома Social Phobia он ожидал требуемой операции.

## А также
Dioxyde играли на концертах вместе с Suicide Commando и Hocico.

## Дискография
- 2002: Intravenous EP
- 2002: Torschlüsspanik
- 2006: Social Phobia